# Luis Alfaro Ucero
Luis Alfaro Ucero (Teresén, Monagas, Venezuela, 12 de octubre de 1922-Maturín, Monagas, Venezuela, 29 de noviembre de 2013) fue un político, gobernador de Monagas y candidato presidencial venezolano.

## Trayectoria política
Desde joven fue miembro primero del Partido Democrático Nacional y luego de su sucesora Acción Democrática (AD). Fue miembro de la II Legislatura del Congreso Nacional de Venezuela. En AD ocupó los cargos, a nivel nacional, de secretario de organización y, desde 1991, el de secretario general. Fue además diputado de la Asamblea Constituyente de 1947, gobernador de Monagas (1966 - 1968), diputado y senador del Congreso Nacional de Venezuela en varias ocasiones.

### Candidatura presidencial
El 4 de junio de 1998, siendo todavía secretario general de AD, Alfaro fue postulado por el Comité Directivo Nacional (CDN) de su partido como candidato para la elección presidencial de aquel año. Fue también nominado a la presidencia por URD, ORA y otras organizaciones políticas.
Faltando pocos días para los comicios, el Comité Directivo Nacional de AD le retiró su apoyo para respaldar a Henrique Salas Römer; a quien consideraban el único capaz de derrotar a Hugo Chávez. Alfaro no aceptó la decisión del CDN y por ello fue expulsado por el Comité Ejecutivo Nacional (CEN) de ese partido. Alfaro continuó en campaña con la ayuda de URD, ORA y demás organizaciones. El 6 de diciembre de 1998 ocupó el cuarto lugar en la carrera presidencial con 30.000 votos (0,60 %).

## Muerte
Luis Alfaro Ucero murió el 29 de noviembre de 2013 a los 91 años de edad.
| Predecesor: Noel Grisanti Luciani | Gobernador de Monagas 1965-1968 | Sucesor: José Tomás Milano Parma |